# Организация освобождения афганского народа
Организация освобождения народа Афганистана (перс. سازمان آزادیبخش خلق افغانستان‎) — Афганская маоистская группировка моджахедов. Базировалась в провинции Парван и конкурировала с группировкой Фаиза Ахмада «Организация Освобождения Афганистана». Она отвергала «теорию трёх миров» и считала себя правопреемницей первой коммунистической партии Афганистана «Шола-э-джавид» 
27 февраля 1980 года лидер группировки Меджида Калакани был арестован недалеко от Кабула, а 8 июня того же года — казнён. После смерти Калакани группировка находилась в застое и пришла в упадок. Вела активные боевые действия с Исламской партий Афганистана Гульбеддина Хекматияра. В 1989 году организация прекратила своё существование.